# Theridion asopi
Espèce
Theridion asopi est une espèce d'araignées aranéomorphes de la famille des Theridiidae.

## Distribution
Cette espèce se rencontre en Europe de l'Ouest.
Elle a été découverte en Belgique par Herman Vanuytven dans les environs de Namur en 1989 mais il fallut attendre 2014 pour la voir décrite formellement dans la revue Arachnology de la British Arachnological Society.

## Étymologie
Son nom d'espèce lui a été donné en référence au projet de recherche anversois sur les araignées : Antwerps Spinnenonderzoeksproject.

## Publication originale
- Vanuytven, 2014 : Theridion asopi n. sp., a new member of the Theridion melanurum group (Araneae: Theridiidae) in Europe. Arachnology, vol. 16, no 4, p. 127-134.